# Capitol Lichtspieltheater

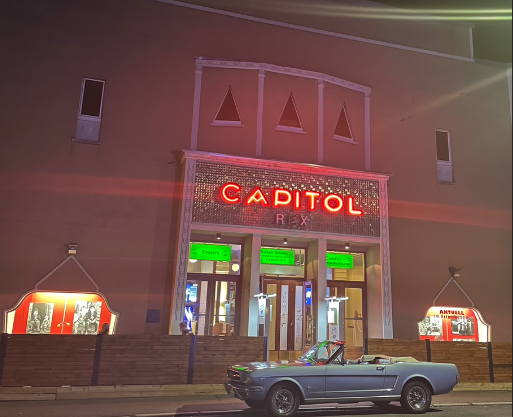
Capitol Lichtspieltheater Front: Denkmalgeschütztes Neonschild & Außenfassade

Das Capitol Lichtspieltheater ist ein denkmalgeschützter Veranstaltungsort für Kunst & Kultur in Villingen-Schwenningen. Es wurde 1927 als Kino mit 1200 Sitzplätzen eröffnet. Nach 2 Großbränden wird heute nur noch der ehemalige Balkon als Theater mit 224 Sitzplätzen betrieben. Neben dem Theater befinden sich auch 2 Veranstaltungsräume sowie ein Restaurant im Gebäudekomplex. Das Capitol ist das älteste Theater der Stadt.

## Geschichte

### Kino-Pionier aus Schwenningen
Jakob Grötzinger stieg im Jahr 1913 ins Kinogeschäft ein und errichtete das Apollo-Kino, das erste Kino in Schwenningen. Nach dem Ersten Weltkrieg übernahm er das Kino Rössle. Im Jahr 1927 baute er das Capitol-Kino, das zum größten in Baden-Württemberg wurde. 1956, errichtete er das Kino City und zusätzlich das Kino Orion. Jakob Grötzinger prägte die Kinolandschaft in der Region und schuf Treffpunkte für Filmbegeisterte. Sein Engagement und seine Leidenschaft für das Kino trugen maßgeblich zur Entwicklung der Filmkultur bei.

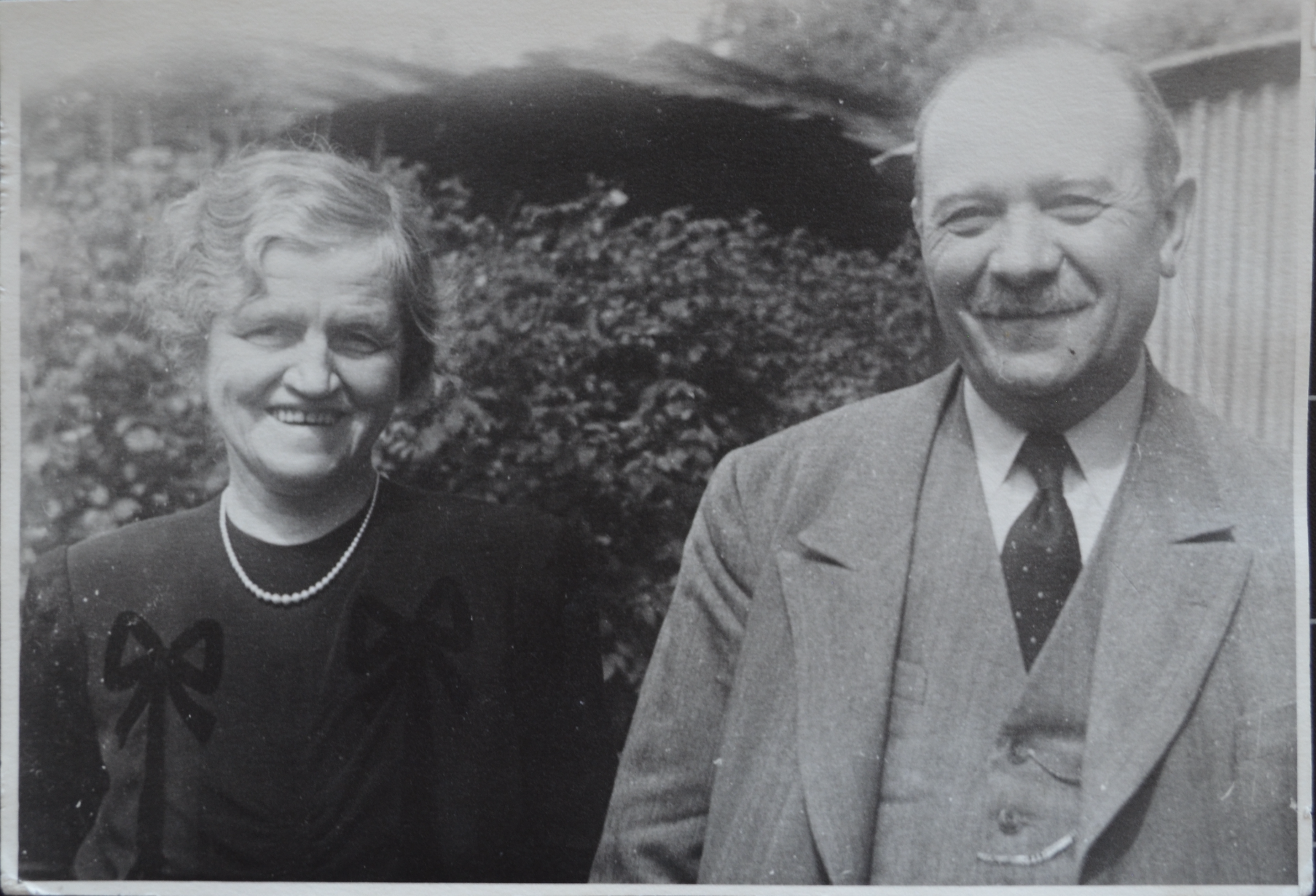
Jakob Grötzinger mit Frau

### Kino Capitol
Im März 1926 wurde von Grötzinger das Baugesuch für das Capitol eingereicht, und im Dezember desselben Jahres wurde der Baubeschluss gefasst.
Der Bau des Capitols begann Anfang 1927 und sollte nur wenige Monate dauern. Die Baukosten wurden auf etwa 120.000 Reichsmark geschätzt.
Am 4. November 1927 wurde das Capitol Lichtspieltheater, eröffnet. Mit dem ausverkauften Filmschauspiel „Der Katzensteg“ und der „Urbani Truppe“ wurde 1927 ein Meilensteig gelegt.
Bis in die 1930er Jahre breiteten sich „Lichtspielhäuser“ massenhaft aus. Mehr als 5000 Kinos lockten etwa 4–5 Millionen jährliche Besucher an. Als besonders beliebt galten Grusel & Historienfilme.
Auch das Capitol gewann als Unterhaltungszentrum der Stadt äußerste Beliebtheit, wobei die ersten Kinofilme die gezeigt wurden, vor allem Unterhaltungsfilme für die Franzosen waren. Eben diese prägten die Zukunft des Capitols.

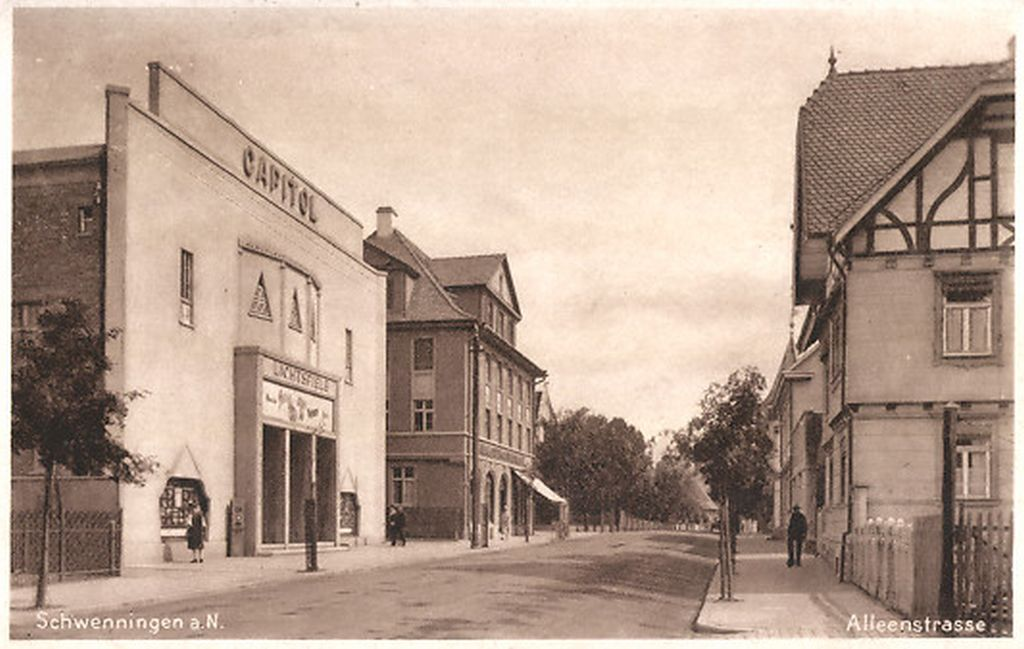
Capitol Lichtspieltheater 1932

Am 5. Oktober 1947 ereignete der erste Brandvorfall im Capitol. Ursache war ein glimmender Zigarettenstummel, der zur vollständigen Zerstörung des Balkons, der Wandbespannung und des Bühnenvorhangs führte. Es wurde vermutet, dass es sich um Brandstiftung handelte, die von französischen Besatzungstruppen begangen wurde, die an diesem Abend eine Sondervorstellung unter Eigenregie hatten.
In den 1960er Jahren stand das Kino vor einer Herausforderung: Das Fernsehen wurde zur größten Konkurrenz. Viele Bürger waren nicht mehr bereit, ins Kino zu gehen und bevorzugten das Fernsehprogramm in ihren eigenen Wohnzimmern. Die Auswirkungen waren spürbar, und das Capitol beschränkte sich nach großen umbauten nur noch auf den Balkon, während die übrigen Bereiche des Kinos vorerst leer blieben.
Trotz der Kino-Krise wurde ein neues Kino mit 80 Sitzplätzen in den leerstehenden Räumen des Capitols von den Gebr. Grötzinger gebaut. Am 7. Juni 1968 wurde es eröffnet und war das vierte Kino in der Stadt.
Am 22. Juni 1970 ereignete sich im Capitol ein verheerender Dachstuhlbrand, der durch die Funkenerzeugung eines Schweißgerätes der Dacharbeiter ausgelöst wurde. Der Brand betraf einen Großteil der Bestuhlung, die Decke und die Leinwand des Kinos. Um das Feuer einzudämmen, wurden sieben Löschfahrzeuge und 35 Feuerwehrmänner eingesetzt. Nach etwa einer Stunde gelang es ihnen, das Feuer unter Kontrolle zu bringen. Der entstandene Schaden wurde auf etwa 300.000 Mark geschätzt.

## Gegenwart
Im Jahr 2019 zählte das Capitol, das nun nur noch aus dem ursprünglichen Balkon des Capitols besteht, 224 Sitzplätze. Das Rex hingegen wurde schon Jahre zuvor zu einem gastronomischen Bereich umgestaltet, während die Hälfte des Gebäudes zu dieser Zeit leer stand. Nach 25 Jahren beschloss Familie Zivkovic aus Villingen-Schwenningen, das Restaurant Planet Sports aus der ehemaligen Bärenbrauerei in das Capitol zu verlegen und erwarb dabei gleichzeitig das Gebäude und übernahm die Gesamtleitung über die Programmerstellung und aller Events. Kurz darauf wurde die Event- und Gastronomiebranche durch den Ausbruch des Corona-Virus schwer getroffen.
Im Jahr 2022 startete das Capitol nach Jahrzehnten stillstand in kompletter Eigenregie der Betreiberfamilie wieder mit einem Programm aus Comedy, Kabarett, Bühnenkunst & Kino. Neben lokalen Kleinkünstlern betraten auch etablierte Künstler wie Bernhard Hoecker, Mario Basler, Lydia Benecke oder Maddin Schneider die Bühne des Capitols.
Heute empfängt das Gebäude an einem Abend bis zu 1000 Besucher und zählt somit zu den wichtigsten Veranstaltungsorten der Stadt. Neben dem Theater existiert eine kleinere Veranstaltungsstätte im industriellen Stil für bis zu 200 Personen, ein Gastronomiebetrieb sowie eine Diskothek im Stil der 80er Jahre zu den Anlaufstellen innerhalb des Capitols.